# Emanuele Liuzzi
Emanuele Liuzzi (Nápoles, 22 de diciembre de 1990) es un deportista italiano que compitió en remo.
Ganó una medalla de bronce en el Campeonato Mundial de Remo de 2017, en la prueba de ocho con timonel. Participó en los Juegos Olímpicos de Río de Janeiro 2016, ocupando el séptimo lugar en la misma prueba.

## Palmarés internacional
| Campeonato Mundial | Campeonato Mundial        | Campeonato Mundial | Campeonato Mundial |
| Año                | Lugar                     | Medalla            | Prueba             |
| ------------------ | ------------------------- | ------------------ | ------------------ |
| 2017               | Sarasota (Estados Unidos) | Medalla de bronce  | Ocho con timonel   |